# Brianna Throssell
Brianna Throssell (ur. 10 lutego 1996 w Perth) – australijska pływaczka specjalizująca się w stylu motylkowym i dowolnym.
Wicemistrzyni świata na krótkim basenie ze Stambułu (2012) w sztafetach 4 × 100 m stylem dowolnym i zmiennym. Brązowa medalistka mistrzostw świata juniorów w sztafecie 4 × 200 m stylem dowolnym.
W 2016 roku podczas igrzysk olimpijskich w Rio de Janeiro zajęła ósme miejsce na dystansie 200 m stylem motylkowym, uzyskawszy w finale czas 2:07,87.